# سنگ‌نوشته ایوان کاخ تچر
سنگ‌نوشته ایوان کاخ تچر در تخت جمشید بر روی دو پایه سنگی دو طرف ایوان کاخ تچر واقع شده‌است. این کتیبه شامل سه خط میخی پارسی باستان (۱۵ سطر و در بالا)، خط میخی ایلامی (۱۴ سطر و در میانه) و میخی بابلی (۱۳ سطر و در پایین) می‌باشد که در دو سری و به دستور خشایارشا پسر داریوش بزرگ (سازنده کاخ تچر) نقر شده‌است. کاخ تچر به وسیله خشایارشا تکمیل شد. این کتیبه به سبب ثبت این بنا تراشیده شد.

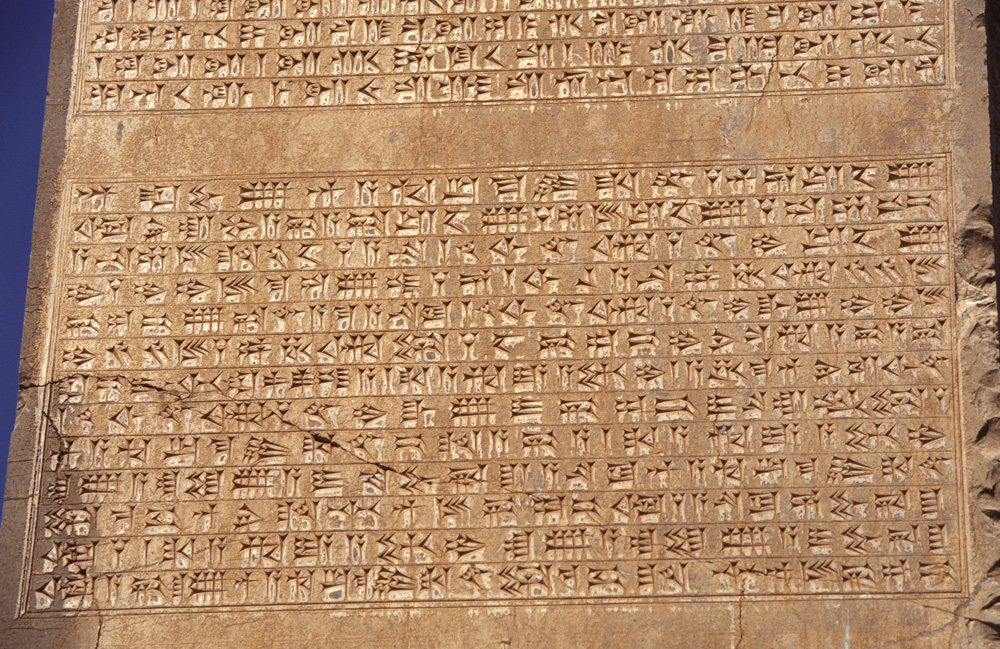
متن اکدی